# Cyrtinus mockfordi
Cyrtinus mockfordi es una especie de escarabajo longicornio del género Cyrtinus, tribu Cyrtinini, orden Coleoptera. Fue descrita científicamente por Howden en 1959.

## Descripción
Mide 2,2-2,5 milímetros de longitud.

## Distribución
Se distribuye por México.